# Valdepeñas de la Sierra
Valdepeñas de la Sierra là một đô thị trong tỉnh Guadalajara, Castile-La Mancha, Tây Ban Nha. Theo điều tra dân số 2006 (INE), đô thị này có dân số là 200 người.